# Équipe de Belgique de football en 1998
Maillots
Chronologie
Saison précédente Saison suivante
L'équipe de Belgique de football participe en 1998 à sa dixième phase finale de Coupe du monde, la cinquième consécutive, dont cette édition se tient en France du 10 juin au 12 juillet et dispute en outre huit rencontres amicales.

## Objectifs
Vu qu'ils sont parvenus à franchir le cap du premier tour lors de chacune de leurs participations depuis 1982, l'ambition des Belges est d'accéder au minimum au second tour, la phase à élimination directe, de la Coupe du monde en France.

## Bilan de l'année
Malgré une préparation encourageante, les Diables Rouges sont éliminés au premier tour de la Coupe du monde en France après avoir concédé trois partages face aux Pays-Bas, au Mexique et à la Corée du Sud. De plus, des dissensions internes entre l'entraîneur et certains cadres de l'équipe dont Enzo Scifo sont rendues publiques et rendent la position du sélectionneur délicate. Un match nul insipide au Luxembourg en baisser de rideau de l'année accentue encore la pression sur Georges Leekens alors que l'Euro 2000 à domicile arrive à grands pas et qu'il faut rebâtir une équipe. Au classement mondial de la FIFA, la Belgique pointe à la 35e position.

### Coupe du monde 1998

#### Phase de groupes (Groupe E)
|   | Équipe       | Pts | J | G | N | P | Bp | Bc | Diff |
| 1 | Pays-Bas     | 5   | 3 | 1 | 2 | 0 | 7  | 2  | +5   |
| 2 | Mexique      | 5   | 3 | 1 | 2 | 0 | 7  | 5  | +2   |
| 3 | Belgique     | 3   | 3 | 0 | 3 | 0 | 3  | 3  | 0    |
| 4 | Corée du Sud | 1   | 3 | 0 | 1 | 2 | 2  | 9  | -7   |

| 9  | 13 juin 1998 | Corée du Sud | 1 - 3 | Mexique      |
| 10 | 13 juin 1998 | Pays-Bas     | 0 - 0 | Belgique     |
| 26 | 20 juin 1998 | Belgique     | 2 - 2 | Mexique      |
| 27 | 20 juin 1998 | Pays-Bas     | 5 - 0 | Corée du Sud |
| 41 | 25 juin 1998 | Belgique     | 1 - 1 | Corée du Sud |
| 42 | 25 juin 1998 | Pays-Bas     | 2 - 2 | Mexique      |

### Classement mondial FIFA
| Classement | Équipe   | Score total (déc. 1998) | Points précédents (déc. 1997) | Évolution | Position        |
| ---------- | -------- | ----------------------- | ----------------------------- | --------- | --------------- |
| 33         | Jamaïque | 52                      | 52                            | ±0        | en augmentation |
| 34         | Colombie | 52                      | 59                            | -7        | en diminution   |
| 35         | Belgique | 51                      | 50                            | +1        | en augmentation |
| 36         | Portugal | 51                      | 53                            | -2        | en diminution   |
| 37         | Chine    | 50                      | 45                            | +5        | en augmentation |

Source : FIFA.

## Les matchs
| Match amical                                                     | Belgique               | 2 - 0   | États-Unis | Stade Roi Baudouin Laeken, Belgique            |                                                |
| 25 février 1998 · 20:00 heure locale · Historique des rencontres | Van Kerckhoven 23e 59e | (1 – 0) |            | Spectateurs : 15 894 Arbitrage : Philippe Kalt | Spectateurs : 15 894 Arbitrage : Philippe Kalt |
| 25 février 1998 · 20:00 heure locale · Historique des rencontres | Rapport                |         |            | Spectateurs : 15 894 Arbitrage : Philippe Kalt | Spectateurs : 15 894 Arbitrage : Philippe Kalt |

| Match amical                                                  | Belgique                      | 2 - 2   | Norvège                   | Stade Roi Baudouin Laeken, Belgique                     |                                                         |
| 25 mars 1998 · 20:00 heure locale · Historique des rencontres | Van der Elst 8e · Wilmots 65e | (1 – 1) | Riseth 12e · Solskjær 70e | Spectateurs : 13 371 Arbitrage : Hans-Jürgen Weber (en) | Spectateurs : 13 371 Arbitrage : Hans-Jürgen Weber (en) |
| 25 mars 1998 · 20:00 heure locale · Historique des rencontres | Rapport                       |         |                           | Spectateurs : 13 371 Arbitrage : Hans-Jürgen Weber (en) | Spectateurs : 13 371 Arbitrage : Hans-Jürgen Weber (en) |

| Match amical                                                   | Belgique  | 1 - 1   | Roumanie       | Stade Roi Baudouin Laeken, Belgique                 |                                                     |
| 22 avril 1998 · 20:00 heure locale · Historique des rencontres | Nilis 76e | (0 – 1) | Moldovan 45e   | Spectateurs : 18 212 Arbitrage : Morgan Norman (hu) | Spectateurs : 18 212 Arbitrage : Morgan Norman (hu) |
| 22 avril 1998 · 20:00 heure locale · Historique des rencontres |           | Rapport | Doboș 20e, 47e | Spectateurs : 18 212 Arbitrage : Morgan Norman (hu) | Spectateurs : 18 212 Arbitrage : Morgan Norman (hu) |

| Match amical Tournoi Hassan II 1998                          | Belgique | 0 - 1   | France     | Stade Mohammed-V Casablanca, Maroc               |                                                  |
| 27 mai 1998 · 18:45 heure locale · Historique des rencontres |          | (0 – 0) | Zidane 64e | Spectateurs : 70 000 Arbitrage : Mohamed Guezzaz | Spectateurs : 70 000 Arbitrage : Mohamed Guezzaz |
| 27 mai 1998 · 18:45 heure locale · Historique des rencontres | Rapport  |         |            | Spectateurs : 70 000 Arbitrage : Mohamed Guezzaz | Spectateurs : 70 000 Arbitrage : Mohamed Guezzaz |

| Match amical Tournoi Hassan II 1998                          | Belgique                                                 | 0 - 0             | Angleterre                                   | Stade Mohammed-V Casablanca, Maroc                   |                                                      |
| 29 mai 1998 · 18:30 heure locale · Historique des rencontres |                                                          | (0 – 0, 0 – 0)    |                                              | Spectateurs : 25 000 Arbitrage : Abderrahim Larjoune | Spectateurs : 25 000 Arbitrage : Abderrahim Larjoune |
| 29 mai 1998 · 18:30 heure locale · Historique des rencontres | Rapport                                                  |                   |                                              | Spectateurs : 25 000 Arbitrage : Abderrahim Larjoune | Spectateurs : 25 000 Arbitrage : Abderrahim Larjoune |
| 29 mai 1998 · 18:30 heure locale · Historique des rencontres | Van Meir · Borkelmans · M. Mpenza · Scifo · Van de Walle | Tirs au but 4 - 3 | Lee · Owen · Beckham · Merson · L. Ferdinand | Spectateurs : 25 000 Arbitrage : Abderrahim Larjoune | Spectateurs : 25 000 Arbitrage : Abderrahim Larjoune |

Note : La séance de tirs au but a pris place à la fin des 90 minutes de temps réglementaire, le règlement du tournoi prévoyant en effet qu'il n'y ait pas de prolongations.
| Match amical                                                 | Belgique                 | 2 - 0   | Colombie | Stade Roi Baudouin Laeken, Belgique                |                                                    |
| 3 juin 1998 · 20:15 heure locale · Historique des rencontres | Boffin 16e · Wilmots 31e | (2 – 0) |          | Spectateurs : 9 253 Arbitrage : Stefan Ormandzhiev | Spectateurs : 9 253 Arbitrage : Stefan Ormandzhiev |
| 3 juin 1998 · 20:15 heure locale · Historique des rencontres | Rapport                  |         |          | Spectateurs : 9 253 Arbitrage : Stefan Ormandzhiev | Spectateurs : 9 253 Arbitrage : Stefan Ormandzhiev |

Note : Première rencontre officielle entre les deux nations.
| Match amical                                                 | Belgique  | 1 - 0   | Paraguay | Stade Roi Baudouin Laeken, Belgique               |                                                   |
| 6 juin 1998 · 20:15 heure locale · Historique des rencontres | Scifo 55e | (0 – 0) |          | Spectateurs : 30 610 Arbitrage : Kenny Clark (en) | Spectateurs : 30 610 Arbitrage : Kenny Clark (en) |
| 6 juin 1998 · 20:15 heure locale · Historique des rencontres | Rapport   |         |          | Spectateurs : 30 610 Arbitrage : Kenny Clark (en) | Spectateurs : 30 610 Arbitrage : Kenny Clark (en) |

| Coupe du monde 1998 Premier tour - Groupe E                   | Pays-Bas     | 0 - 0   | Belgique | Stade de France Saint-Denis, France                |                                                    |
| 13 juin 1998 · 21:00 heure locale · Historique des rencontres |              | (0 – 0) |          | Spectateurs : 77 000 Arbitrage : Pierluigi Collina | Spectateurs : 77 000 Arbitrage : Pierluigi Collina |
| 13 juin 1998 · 21:00 heure locale · Historique des rencontres | Kluivert 82e | Rapport |          | Spectateurs : 77 000 Arbitrage : Pierluigi Collina | Spectateurs : 77 000 Arbitrage : Pierluigi Collina |

| Coupe du monde 1998 Premier tour - Groupe E                   | Belgique        | 2 - 2   | Mexique                             | Parc Lescure Bordeaux, France                |                                              |
| 20 juin 1998 · 17:30 heure locale · Historique des rencontres | Wilmots 42e 47e | (1 – 0) | García Aspe 55e (pen.) · Blanco 62e | Spectateurs : 31 800 Arbitrage : Hugh Dallas | Spectateurs : 31 800 Arbitrage : Hugh Dallas |
| 20 juin 1998 · 17:30 heure locale · Historique des rencontres | Verheyen 54e    | Rapport | Pardo 28e                           | Spectateurs : 31 800 Arbitrage : Hugh Dallas | Spectateurs : 31 800 Arbitrage : Hugh Dallas |

| Coupe du monde 1998 Premier tour - Groupe E                   | Belgique | 1 - 1   | Corée du Sud      | Parc des Princes Paris, France                             |                                                            |
| 25 juin 1998 · 16:00 heure locale · Historique des rencontres | Nilis 7e | (1 – 0) | Yoo Sang-chul 72e | Spectateurs : 45 500 Arbitrage : Márcio Rezende de Freitas | Spectateurs : 45 500 Arbitrage : Márcio Rezende de Freitas |
| 25 juin 1998 · 16:00 heure locale · Historique des rencontres | Rapport  |         |                   | Spectateurs : 45 500 Arbitrage : Márcio Rezende de Freitas | Spectateurs : 45 500 Arbitrage : Márcio Rezende de Freitas |

| Match amical                                                      | Luxembourg | 0 - 0   | Belgique | Stade Josy-Barthel Luxembourg-Ville, Grand-Duché de Luxembourg |                                              |
| 18 novembre 1998 · 20:00 heure locale · Historique des rencontres |            | (0 – 0) |          | Spectateurs : 3 149 Arbitrage : Stéphane Bré                   | Spectateurs : 3 149 Arbitrage : Stéphane Bré |
| 18 novembre 1998 · 20:00 heure locale · Historique des rencontres | Rapport    |         |          | Spectateurs : 3 149 Arbitrage : Stéphane Bré                   | Spectateurs : 3 149 Arbitrage : Stéphane Bré |

## Les joueurs
| Joueurs              | Joueurs             | Amical | Amical  | Amical | Amical | Amical | Amical  | Amical | CM 1998 | CM 1998 | CM 1998 | Amical |
| -------------------- | ------------------- | ------ | ------- | ------ | ------ | ------ | ------- | ------ | ------- | ------- | ------- | ------ |
| Gardiens de but      |                     |        |         |        |        |        |         |        |         |         |         |        |
| Filip De Wilde       | Sporting Portugal   | 90     |         | 90     | 90     | r      | 90      | 90     | 90      | 90      | r       |        |
| Ronny Gaspercic      | KRC Harelbeke       | r      |         |        |        |        |         |        |         |         |         | 90     |
| Dany Verlinden       | Club Bruges KV      |        | 90,     |        |        |        | r       | r      | r       | r       | r       |        |
| Philippe Vande Walle | SC Eendracht Alost  |        | r       | r      | r      | 90     | r       | r      | r       | r       | 90      |        |
| Geert De Vlieger     | KRC Harelbeke       |        |         |        |        |        |         |        |         |         |         | r      |
| Défenseurs           |                     |        |         |        |        |        |         |        |         |         |         |        |
| Éric Deflandre       | Club Bruges KV      | 90     | 46e     |        | 89e    | 90     | 87e     | r      | 22e 30e | 90      | 90      | 75e    |
| Lorenzo Staelens     | Club Bruges KV      | 90     | 90      |        | 90     | r      | 90      | 68e    | 90 20e  | 90      | 90      |        |
| Gordan Vidović       | Excelsior Mouscron  | 90     | r       |        | 90     |        | 90 74e  | 90     | r       | 90 68e  | 90      | 90     |
| Philippe Léonard     | AS Monaco           | 69e    | 77e     |        | 71e    | r      |         |        |         |         |         |        |
| Nico Van Kerckhoven  | K Lierse SK         | 90     | 90      | 90     | 51e    |        | r       | r      | r       | r       | 90      | 61e    |
| Geoffrey Claeys      | Feyenoord Rotterdam | r      |         |        |        |        |         |        |         |         |         |        |
| Bertrand Crasson     | SSC Naples          | r      |         | 46e    | 90     | r      | 87e 42e | 90     | 22e     | r       | r       |        |
| Vital Borkelmans     | Club Bruges KV      | 69e    | r       | r      |        | 90     | 69e     | 90     | 90      | 90      | 90 65e  |        |
| Glen De Boeck        | RSC Anderlecht      |        | 81e     | 46e    | 51e    | 90 65e | 80e     | 47e    | r       | 67e     | r       | 90     |
| Éric Van Meir        | K Lierse SK         |        | 90      | 46e    |        | 90 57e | r       | 68e    | r       | r       | r       | r      |
| Tjörven De Brul      | Club Bruges KV      |        | 46e 59e | 46e    |        |        |         |        |         |         |         | 75e    |
| Mike Verstraeten     | Germinal Ekeren     |        |         | 57e    |        | 90     | r       | r      | 90      | r       | r       |        |
| Davy Oyen            | KRC Genk            |        |         | r      |        |        |         |        |         |         |         | 61e    |
| Olivier Doll         | RSC Anderlecht      |        |         |        |        |        |         |        |         |         |         | r      |
| Milieux              |                     |        |         |        |        |        |         |        |         |         |         |        |
| Franky Van der Elst  | Club Bruges KV      | 54e    | 90      | 90 87e | 90     |        | 90      | 47e    | 90      | 67e     | 65e     |        |
| Marc Wilmots         | Schalke 04          | 46e    | 90      | 90     | 90     |        | 80e     | 46e    | 90      | 90      | 90      |        |
| Danny Boffin         | FC Metz             | 90     | 77e     | 90     | 71e    | 90     | 90      | 90     | 90      | 17e     | r       |        |
| Johan Walem          | Udinese Calcio      | 46e    |         | r      |        |        |         |        |         |         |         | 90     |
| Emmanuel Karagiannis | Germinal Ekeren     | 54e    |         |        |        |        |         |        |         |         |         |        |
| Gert Verheyen        | Club Bruges KV      | 54e    | 90      | 57e    | r      | 61e    | 69e     | r      | r       | 17e 54e | r       |        |
| Philippe Clement     | KRC Genk            |        | 81e     | 90     | 89e    |        | 69e 80e | 90     | 90      | r       | 74e     | 90     |
| Enzo Scifo           | RSC Anderlecht      |        |         |        |        | 90     | 69e     | 46e    | r       | 90      | 65e     |        |
| Gert Claessens       | Club Bruges KV      |        |         |        |        | 61e    |         |        |         |         |         | 83e    |
| Chris Janssens       | KSC Lokeren         |        |         |        |        |        |         |        |         |         |         | 90     |
| Sven Vermant         | Club Bruges KV      |        |         |        |        |        |         |        |         |         |         | 90     |
| Attaquants           |                     |        |         |        |        |        |         |        |         |         |         |        |
| Émile Mpenza         | Standard de Liège   | 54e    |         | 89e    |        | 90     | 69e     | 46e    | 60e     | 77e     | 74e     |        |
| Luc Nilis            | PSV Eindhoven       | 84e    |         | 89e    | 87e    |        | 69e     | 46e    | 90      | 77e     | 90      |        |
| Bob Peeters          | Roda JC Kerkrade    | 84e    |         |        |        |        |         |        |         |         |         | 61e    |
| Luis Oliveira        | ACF Fiorentina      |        | 77e     | 69e    | 90 85e |        | 80e 42e | 87e    | 60e     | 90      | 46e     |        |
| Mbo Mpenza           | Standard de Liège   |        | 77e     |        | 87e    | 46e    | 80e     | 87e    | r       | r       | 46e     | 61e    |
| Michaël Goossens     | Schalke 04          |        |         | 69e    | r      | 46e    |         |        |         |         |         |        |
| Toni Brogno          | KVC Westerlo        |        |         |        |        |        |         |        |         |         |         | 83e    |

Un « r » indique un joueur qui était parmi les remplaçants mais qui n'est pas monté au jeu.
1. 1 2 3 4 5 6 7 8  Première sélection officielle pour le joueur.
2. 1 2 3 4 5 6 7  Dernière sélection officielle pour le joueur.
3. 1 2 3  Premier but officiel pour le joueur.

## Aspects socio-économiques

### Couverture médiatique
| Jour de diffusion | Match                   | Compétition       | Diffuseur francophone | Diffuseur néerlandophone |
| ----------------- | ----------------------- | ----------------- | --------------------- | ------------------------ |
| 25 février 1998   | Belgique - États-Unis   | Amical            | Canal+                | VTM                      |
| 25 mars 1998      | Belgique - Norvège      | Amical            | RTBF                  | VTM                      |
| 22 avril 1998     | Belgique - Roumanie     | Amical            | RTBF                  | VTM                      |
| 27 mai 1998       | Belgique - France       | Tournoi Hassan II | RTBF                  | VTM                      |
| 29 mai 1998       | Belgique - Angleterre   | Tournoi Hassan II | Canal+                | VTM                      |
| 3 juin 1998       | Belgique - Colombie     | Amical            | Canal+                | VTM                      |
| 6 juin 1998       | Belgique - Paraguay     | Amical            | RTBF                  | VRT                      |
| 13 juin 1998      | Pays-Bas - Belgique     | Coupe du monde    | RTBF                  | VRT                      |
| 20 juin 1998      | Belgique - Mexique      | Coupe du monde    | RTBF                  | VRT                      |
| 25 juin 1998      | Belgique - Corée du Sud | Coupe du monde    | RTBF                  | VRT                      |
| 18 novembre 1998  | Luxembourg - Belgique   | Amical            | Canal+                | Canal+                   |

Source : Programme TV dans Gazet van Antwerpen.

## Sources

### Archives
1. ↑  (nl) « Concentra online archief », sur krantenarchief.concentra.be, Mediahuis.

### Statistiques
1. ↑  « CLASSEMENT MASCULIN », sur fifa.com, FIFA, 23 décembre 1998 (consulté le 1er août 2021)